# A Igreja de Jesus Cristo dos Santos dos Últimos Dias em Hong Kong
A Igreja de Jesus Cristo dos Santos dos Últimos Dias foi estabelecida em Hong Kong em
1949, com a chegada de missionários SUDs ao país.

## História

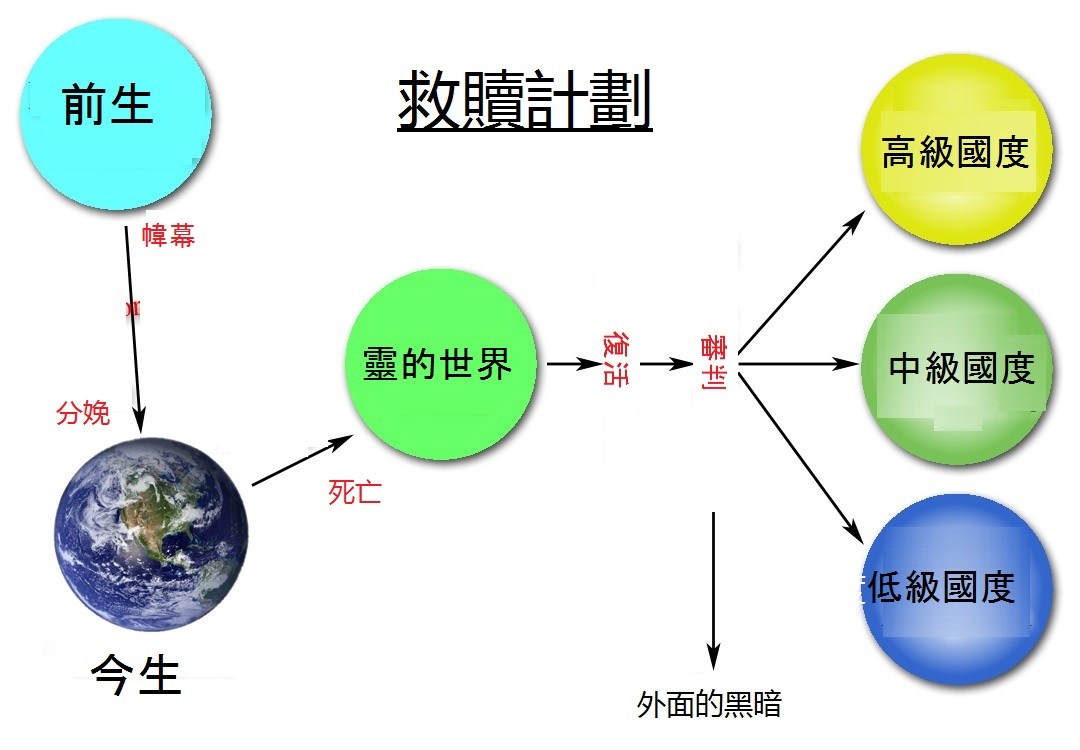
O plano de salvação, como ensinado por A Igreja de Jesus Cristo dos Santos dos Últimos Dias.

Os primeiros missionários chegaram a Hong Kong em 1853., durante uma breve vista de quatro meses. Porém, problemas internos na República Popular da China.  impediu que os missionários continuassem seu trabalho de proselitismo no território. A Igreja SUD começou a crescer quando a sede missionária foi estabelecida em Hong Kong em 1949. . Em 1951, cerca de 30 pessoas participaram de reuniões semanais da Igreja. Em 1960, cerca de 1.700 membros, divididos em oito alas e ramos (congregações), filiaram-se à Igreja. Durante os próximos cinco anos, em 1965, a participação aumentou para 3.000. Em 1975, a adesão foi de 10.000 pessoas, sendo que o crescimento maior considerou-se na parte norte da cidade. Nos últimos dez anos, a adesão quase que duplicou..
O Templo de Hong Kong foi concluído em 1996 na península de Kowloon. O templo é encimado por uma cúpula dourada e uma grande estátua do Anjo Morôni.

## Atualidade

Hong Kong é uma das nações de maior crescimento da Igreja de Jesus Cristo dos Santos dos Últimos Dias na Ásia.

Existem 23.223 membros SUD no país . O país também possui uma missão, a Missão Hong Kong, que possui sua sede no mesmo edifício do templo, e cerca de 32 alas e ramos (congregações) divididas em 5 estacas. Há também quatro Centro de História da Família. o Templo de Hong Kong é um dos mais antigos da Ásia, sendo construído e dedicado na década de 1990 por Gordon B. Hinckley.